# ظهور (آلبوم نیل سداکا)
ظهور (انگلیسی: Emergence) یک آلبوم موسیقی از خواننده پاپ آمریکایی نیل سداکا است که در سال ۱۹۷۱ توسط آرسی‌ای رکوردز منتشر شد. این آلبوم در برخی مناطق توسط شرکت خصوصی دن کرشنر انتشار یافت. نیل سداکا گفته‌است که از میان آلبوم‌های موسیقی‌اش، ظهور آلبوم را بیشتر از بقیه دوست دارد.

## فهرست ترانه‌ها
همه آهنگ‌ها توسط نیل سداکا و هاوارد گرینفیلد ساخته شده‌اند.

### روی اول
1. «من یک ترانه‌ام (مرا بخوان)»
2. «عزیمت‌کرده پیش از بامداد»
3. «سوپربرد»
4. «فیلم‌های صامت»
5. «ترانه کوچک»
6. «پیش‌درآمد»
7. «کالیفرنیای سطحی و مبتذل»

### روی دوم
1. کوهی دیگر برای صعود
2. «خدا پشت و پناهت جوانا»
3. «آیا کسی دلتنگ توست»
4. «آنها با ماه چه کرده‌اند»
5. «رزماری آبی»
6. «کاش یک اسب چرخان بودم»
7. «من یک ترانه‌ام (مرا بخوان)» - «بازانجام»